# Хеджиране
Хеджиране (на английски: hedge – ограден плет) в икономиката означава финансова операция на един пазар за намаляване на риска от загуба на друг пазар. Това може да е инвестиция, предназначена да намали потенциалния риск от друга инвестиция. За целта могат да се използват различни финансови инструменти: акции, борсово търгувани фондове, застраховки, форуърдни договори, суапове, опции, деривативни продукти, фючърсни договори и др.
Публичните фючърсни борси са основани през 19 век с цел да осигурят прозрачно, стандартизирано и ефикасно хеджиране на цените на селскостопанската продукция; оттогава те са разширили обхвата си и включват фючърсни договори за хеджиране риска от флуктуации на цените на енергоносителите, ценните метали, валутите и лихвените проценти.

## Етимология
Използването на глагола hedge в значението му да се застраховам срещу загуба датира от 1670 г. 

## Примери
Например българска фирма, внасяща стока от Япония с плащане в японски йени и имаща точните параметри на вносната сделка, която ще осъществи след 6 месеца, може да хеджира риска, като заплати на банка сега определена неголяма сума, която гарантира, че след 6 месеца фирмата ще може да закупи необходимите йени по точно определен курс, за да плати на японския доставчик. По този начин българската фирма може да планира по-точно паричните си потоци и да се предпази от риска от покачване на курса на японската валута.
Друг начин за хеджиране е фирмата да закупи йени срещу евро по фючърсен курс, които ще получи към датата на плащане. С това тя фиксира цената на доставката в евро и по този начин се предпазва от повишаване курса на йената.
Още когато е нужно да се запази параметъра на номинала на парите, може да се запази валута, която да бъде „покрита“ с друга или с нещо ценно, а после взетите пари се връщат и се получава обратно залога – естествено, срещу комисиона. Така „заложените“ ценности са получени обратно, сделката е в ход и комисионите са раздадени.